# Qatar Exoplanet Survey
Qatar Exoplanet Survey（QES）とは、トランジット法を用いて太陽系外惑星を発見することを目的としているプロジェクトである。ニューメキシコ・スカイズ天文台（ニューメキシコ州）に設置された望遠鏡で観測が行われている。

## 成果
2010年12月14日、スペクトル分類がK型の恒星であるQatar-1の周囲を公転している太陽系外惑星のQatar-1bが発見された。Qatar-1bはホット・ジュピターである。2011年10月26日、ホット・ジュピターのQatar-2bが発見された。また、更に外側にQatar-2cが存在する可能性も示されている。
その後、2016年-2019年にかけて太陽系外惑星を複数発見している。2016年6月22日には、3つのホット・ジュピターQatar-3b、Qatar-4b、Qatar-5bの発見が報告された。2017年と2018年にそれぞれQatar-6b、Qatar-7bが発見された。2019年3月には、3つのホット・ジュピターQatar-8b、Qatar-9b、Qatar-10bの発見が報告された。

### 発見した惑星の一覧
次の一覧は太陽系外惑星エンサイクロペディアのデータに基づく。2020年11月11日時点で10個の惑星が発見・確認されており、更に1つの惑星が存在する可能性がある（存在が未確定の惑星は括弧で示す）。